# Delstatsregering (Østrig)
Delstatsregeringen er det øverste forvaltningsorgan i en delstat i Østrig.
Delstatsregeringen vælges af landdagen og består af delstatsformanden og et antal ministre (ty: Landesrat). I Wien er kommunalbestyrelsen samtidig delstatsregering, idet Wien har status som delstat. Antallet af regeringsmedlemmer er fastsat i delstatsforfatningen, og er forskellig for den enkelte delstat:
- Wien: 13 medlemmer
- Niederösterreich: 9 medlemmer
- Oberösterreich: 9 medlemmer
- Steiermark: 9 medlemmer
- Tyrol: 8 medlemmer
- Burgenland: 7 medlemmer
- Kärnten: 7 medlemmer
- Salzburg: 7 medlemmer
- Vorarlberg: 7 medlemmer

## Sammensætning af regering
Delstatsregeringen kan enten sammensættes efter proportionalitet  eller efter majoritet. Formen i den enkelte delstat er bestemt i delstatsforfatningen.
- Ved propotionalitet sammensættes regeringen på baggrund af partiernes mandatstørrelse  i landdagen. Dette princip benyttes i Niederösterreich, Oberösterreich, Kärnten, Burgenland og Steiermark. Steiermark overgår i 2015 til majoritetsprincippet.
- Ved majoritet danner det største parti eller en koalition regering. Dette princip benyttes i Wien, Salzburg, Tyrol og Vorarlberg.